# Steve Braun
Steve Braun (n. 14 de agosto de 1976 en Winnipeg, Manitoba, Canadá) es un actor de cine y de televisión canadiense. Braun tuvo créditos en The Immortal, una serie de televisión.
Braun fue elegido para un papel como invitado recurrente en Twins, como Jordan, el interés por el amor no correspondido de Mitchee Arnold, interpretado por Sara Gilbert. La serie, que se estrenó el 16 de septiembre de 2005, fue cancelada en mayo de 2006.